# Sergey Stepanov
Sergey Igorevich Stepanov (in russo Сергей Игоревич Степанов?, Sergej Igorevič Stepanov; in rumeno Serghei Stepanov; Tiraspol, 3 settembre 1984) è un sassofonista e compositore moldavo di origini russe, conosciuto per essere membro dei SunStroke Project e soprannominato Epic Sax Guy.

## Biografia
Stepanov nacque nel 1984 a Tiraspol, nella Transnistria, e si laureò presso il locale istituto d'arte nel 2005. In seguito, Stepanov prestò servizio nell'esercito della Transnistria ove fece la conoscenza di Anton Ragoza. I due formarono insieme i Sunstroke, poi rinominati SunStroke Project. Nel 2010, i SunStroke Project parteciparono insieme a Olia Tira all'Eurovision Song Contest, tenuto a Oslo, ove si piazzarono ventiduesimi con la loro Run Away.
Grazie al suo completo stravagante e alle sue buffe movenze fatte durante il suo assolo con il sax, Stepanov divenne protagonista di un video, caricato su YouTube e divenuto un meme di Internet, conosciuto come Epic Sax Guy, in cui viene messo in loop l'assolo di sassofono di Stepanov fatto durante gli Eurovision. Sempre sul portale, sono stati caricati diversi filmati che propongono delle versioni alternative dell'Epic Sax Guy, fra cui un remix del video lungo dieci ore. Inoltre, nel 2014 la performance di Stepanov verrà inserita nella sezione dedicata ai momenti più memorabili del programma televisivo inclusa nell'Eurovision Book of Records. Nel 2014 Stepanov si sposò con Olga Deleu, e dalla loro unione nacque Mikhail.
Nel 2017 i Sunstroke parteciparono nuovamente all'Eurovision Song Contest, ove suonarono Hey Mamma!, grazie alla quale si piazzarono in terza posizione. Anche in tale circostanza, il sassofonista fu oggetto di un meme, stavolta conosciuto come Ultra Sax Guy. Dopo essere tornati in Moldavia, Stepanov e i SunStroke Project furono insigniti dell'Ordine d'Onore da parte del presidente moldavo Igor Dodon.

## Discografia

### Nei Sunstroke Project

#### Album in studio
- 2007 – Don't Word More...

#### Raccolte
- 2017 – Hey Mamma!

#### EP
- 2015 – Don't Touch the Classics, Vol. 1
- 2015 – Don't Touch the Classics, Vol. 2

#### Singoli
- 2010 – Run Away (con Olia Tira)
- 2016 – Walking in the Rain
- 2017 – Hey Mamma!